# Лос-Ебанос (округ Старр, Техас)
Лос-Ебанос (англ. Los Ebanos) — переписна місцевість (CDP) в США, в окрузі Старр штату Техас. Населення — 281 особа (2020).

## Географія
Лос-Ебанос розташований за координатами 26°24′41″ пн. ш. 98°55′7″ зх. д. / 26.41139° пн. ш. 98.91861° зх. д. (26.411313, -98.918581).  За даними Бюро перепису населення США в 2010 році переписна місцевість мала площу 0,08 км², уся площа — суходіл.

## Демографія
Згідно з переписом 2010 року, у селищі мешкало 280 осіб у 74 домогосподарствах у складі 70 родин. Густота населення становила 3584 особи/км².  Було 83 помешкання (1062/км²).
Расовий склад населення:
| - 100,0 % — білих |

До двох чи більше рас належало 0,0 %. Частка іспаномовних становила 100,0 % від усіх жителів.
За віковим діапазоном населення розподілялося таким чином: 35,7 % — особи молодші 18 років, 53,2 % — особи у віці 18—64 років, 11,1 % — особи у віці 65 років та старші. Медіана віку мешканця становила 27,0 року. На 100 осіб жіночої статі у селищі припадало 104,4 чоловіків;  на 100 жінок у віці від 18 років та старших — 91,5 чоловіків також старших 18 років.
Середній дохід на одне домашнє господарство  становив 32 361 долар США (медіана — 19 539), а середній дохід на одну сім'ю — 32 361 долар (медіана — 19 539). 
Цивільне працевлаштоване населення становило 146 осіб. Основні галузі зайнятості: будівництво — 41,8 %, роздрібна торгівля — 26,7 %, освіта, охорона здоров'я та соціальна допомога — 22,6 %.